# Empêchement (droit administratif français)
Pour les articles homonymes, voir Empêchement.
En droit administratif français, l'empêchement rend impossible la poursuite d'un mandat ou d'une fonction, des autres autorités d'une manière temporaire ou définitive. 

## L'empêchement du maire

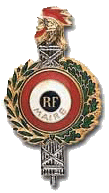
Le maire sous le coup d'un empêchement définitif perd de facto l'usage de l'insigne de sa fonction

Il y a lieu à suppléance du maire lorsqu’il est empêché provisoirement ou définitivement. Dans ce dernier cas, il est procédé à l'élection d'un nouveau maire. La question est régie par l'article L 2122-17 code général des collectivités territoriales (CGCT).
- L'empêchement provisoire
  - Les conditions de l'empêchement : L’absence du maire ne justifie sa suppléance que dans la mesure où elle compromet l’exercice de ses fonctions. Ainsi l’empêchement doit être réel, effectif, établi et prouvé. Il doit être tel que le maire se trouve réellement et personnellement dans l’impossibilité d'accomplir les actes de sa fonction. Le juge administratif admet que le maire ait pu être empêché une partie de la journée seulement[J 1]
  - N'est pas un cas d'empêchement : Le maire, même éloigné de sa commune, doit continuer de faire les actes « pour lesquels cet éloignement ne constitue pas un empêchement ». D’après le Conseil d’État, le fait qu’un maire soit en séjour à Paris ne l’empêche pas de convoquer le conseil municipal[J 2]. De même, le juge estime que les obligations imposées à un élu par l'ordonnance d'un juge d'instruction le plaçant sous contrôle judiciaire ne sauraient nécessairement l'empêcher d'exercer les fonctions liées à son mandat[J 3]
  - Est un cas d'empêchement : Le juge considère que le maire est empêché lorsqu’il est intéressé à une affaire[J 4]. Le maire est également considéré comme empêché en cas d’hospitalisation de longue durée[J 5] ou en cas d’incarcération de longue durée[J 6]. La suspension disciplinaire du maire donne lieu à suppléance.

- L'empêchement définitif du maire
  - La révocation et La démission volontaire. Dès lors que la révocation disciplinaire du maire a été prononcée. La démission du maire constitue un empêchement à la poursuite de ses fonctions[L 1]. Dès la révocation ou l'acceptation de la démission du maire par le préfet, la suppléance est assurée par un adjoint non démissionnaire, dans l’ordre des nominations, et, à défaut d’adjoint, par un conseiller municipal. Le suppléant exerce les fonctions du maire et est chargé de convoquer le conseil municipal en vue de l’élection d’un nouveau maire.
  - Autres cas d’empêchements définitifs. Constituent également des cas d’empêchements définitifs : le décès[J 7], l’absence ou la disparition au sens du code civil français, l’annulation de l’élection comme conseiller municipal ou comme maire, dès notification de la décision définitive d’annulation, tous les autres cas où il doit y avoir cessation immédiate de l’exercice de ses fonctions (cas d’inéligibilité ou d’incompatibilité à la fonction de conseiller municipal ou de maire…).

### Législation et jurisprudence

#### Législation
1. ↑  Article L.2122-15 du CGCT

#### Jurisprudence
1. ↑  CAA Paris 25 mai 2000, n° 97PA03686 : « que la circonstance qu'un autre acte administratif du maire concernant l'intéressée portait la même date du 1er avril 1997, si elle est de nature à établir que le maire n'était pas empêché durant une partie de ce jour-là, ne saurait constituer la preuve qu'il n'était pas empêché pour la totalité de la journée du 1er avril 1997. »
2. ↑  CE 22 décembre 1911, n° 43080
3. ↑  CAA Marseille 1er avril 1999, n° 97MA00223.
4. ↑  CE 19 mai 2000 Commune du Cendre, n° 208542.
5. ↑  CE 1er octobre 1993, n° 128485.
6. ↑  CAA Bordeaux 6 juillet 1998, n° 96BX32961
7. ↑  CE 17 décembre 1997, n° 140357 140838 : un premier adjoint était compétent pour signer un arrêté délivrant un permis de construire, dès lors que cet arrêté a été signé postérieurement au décès du maire, dans l'attente de l'élection de son successeur.